# Felix Brych
Felix Brych (München, 1975. augusztus 3. –) német nemzetközi labdarúgó-játékvezető. Polgári foglalkozása ügyvéd.

## Pályafutása
A játékvezetésből 1993-ban Münchenben vizsgázott. A Müncheni labdarúgó-szövetség által üzemeltetett bajnokságokban kezdte sportszolgálatát. A DFB Játékvezető Bizottságának (JB) minősítésével 1999-től a 3. Liga, 2001-től a 2. Bundesliga, majd 2004-től a Bundesliga játékvezetője. Küldési gyakorlat szerint rendszeres 4. bírói szolgálatot is végez. 2010/2011 bajnoki idényben a Bundesliga történelmének leggyorsabb piros lapját mutatta fel, a 87. másodpercben Youssef Mohamadet meggondolatlan durvaságért kiállította. 2013-ban a Bundesliga. 9. fordulójában a Leverkusen-Hoffenheim bajnoki mérkőzés 70. percében a hazai csapat játékosa, Gonzalo Castro szöglete után Stefan Kießling a kapu mellé fejelt, viszont a labda rést talált a hálón és a kapuban jutott. Brych annak ellenére megadta a „fantomgólt”, hogy jól látható pozícióban volt. 2. Bundesliga mérkőzéseinek száma: 98 (2015. 12. 12.). Bundesliga mérkőzéseinek száma: 214 (2004. 8. 28.–2015. 12. 19.). Vezetett kupadöntők száma: 1.
| Időpont             | Helyszín                     | Mérkőzés típusa             | Mérkőzés                        | Eredmény | Nézők száma |
| ------------------- | ---------------------------- | --------------------------- | ------------------------------- | -------- | ----------- |
| 2004. augusztus 28. | Olimpiai Stadion, Berlin     | első Bundesliga mérkőzése   | Hertha BSC–Mainz FSV            | 1 – 5    | 39 302      |
| 2015. május 30.     | Olimpiai Stadion,[Berlin     | Német labdarúgókupa döntő   | Borussia Dortmund–VfL Wolfsburg | 1 – 3    | 75 815      |
| 2016. május 14.     | Rhein-Neckar-Arena, Sinsheim | utolsó Bundesliga mérkőzése | Hoffenheim–FC Schalke 04        | 1 – 4    | 30 150      |

A Német labdarúgó-szövetség JB terjesztette fel nemzetközi játékvezetőnek, a Nemzetközi Labdarúgó-szövetség (FIFA) 2007-től tartja nyilván bírói keretében. A FIFA JB központi nyelvei közül a németet és az angolt beszéli. Több nemzetek közötti válogatott (labdarúgó-világbajnokság, labdarúgó-Európa-bajnokság, olimpiai játékok, konföderációs kupa), valamint UEFA-kupa, Európa-liga valamint UEFA-bajnokok ligája klubmérkőzést vezetett, vagy működő társának 4. bíróként segített. 2003-ban a K-League vezetett egy mérkőzést. 2008-tól a I. League rendszeres bírója. 2008-ban az UEFA JB a 2., 2009-ben az elit kategóriába sorolta. A német nemzetközi játékvezetők rangsorában, a világbajnokság-Európa-bajnokság sorrendjében Hellmut Krug társaságában a 3. helyet foglalja el 22 találkozó szolgálatával. Európában a legtöbb válogatott mérkőzést vezetők rangsorában többed magával, 34 (2007. október 17. – 2016. június 22.) találkozóval tartják nyilván.
A 2010-es labdarúgó-világbajnokságon, valamint a 2014-es labdarúgó-világbajnokságron a FIFA JB bíróként alkalmazta. Selejtező mérkőzéseket az UEFA zónában, rájátszást a (CONCACAF/OFC) zónáknak vezetett. 2012-ben a FIFA JB bejelentette, hogy a labdarúgó-világbajnokság lehetséges játékvezetőinek átmeneti listájára jelölte. A 2014-es labdarúgó-világbajnokság résztvevője lett.
| Időpont              | Helyszín                                | Mérkőzés típusa                     | Mérkőzés                                   | Eredmény | Nézők száma |
| -------------------- | --------------------------------------- | ----------------------------------- | ------------------------------------------ | -------- | ----------- |
| 2008. szeptember 10. | Központi Stadion, Almati                | (2010 vb) előselejtező (6. csoport) | Kazahsztán–Ukrajna                         | 1 – 3    | 17 000      |
| 2009. augusztus 12.  | Dinamó Stadion, Minszk                  | (2010 vb) előselejtező (6. csoport) | Fehéroroszország–Horvátország              | 1 – 3    | 21 651      |
| 2009. november 14.   | Croke Park, Dublin                      | (2010 vb) rájátszás                 | Írország–Franciaország                     | 0 – 1    | 74 103      |
| 2012. október 16.    | Vicente Calderón Stadion, Nantes        | (2014 vb) előselejtező (I. csoport) | Spanyolország–Francia labdarúgó-válogatott | 1 – 1    | 46 825      |
| 2013. szeptember 6.  | Red Star Stadion, Belgrád               | (2014 vb) előselejtező (A. csoport) | Szerbia–Horvát labdarúgó-válogatott        | 1 – 1    | 30 000      |
| 2013. október 11.    | Köztársasági Stadion, Jereván           | (2014 vb) előselejtező (B. csoport) | Örményország–Bulgária                      | 2 – 1    | 11 000      |
| 2013. november 20.   | Wellington Regional Stadion, Wellington | (2014 vb)rájátszás (CONCACAF/OFC)   | Új-Zéland–Mexikó                           | 2 – 4    | 35 206      |
| 2014. június 14.     | Castelão Stadion, Fortaleza             | csoportmérkőzés (D. csoport)        | Uruguay–Costa Rica                         | 1 – 3    | 58 679      |
| 2014. június 22.     | Maracanã Stadion, Rio de Janeiro        | csoportmérkőzés (H. csoport)        | Belgium–Oroszország                        | 1 – 0    | 73 819      |

A 2008-as labdarúgó-Európa-bajnokságon, a 2012-es labdarúgó-Európa-bajnokságon, valamint a 2016-os labdarúgó-Európa-bajnokságon az UEFA JB játékvezetőként foglalkoztatta.
| Időpont             | Helyszín                                | Mérkőzés típusa                     | Mérkőzés                                                          | Eredmény | Nézők száma |
| ------------------- | --------------------------------------- | ----------------------------------- | ----------------------------------------------------------------- | -------- | ----------- |
| 2007. október 17.   | Josy-Barthel Stadion, Luxembourg        | (2008 Eb) előselejtező (G. csoport) | Luxemburg–Románia                                                 | 0 – 2    | 3 600       |
| 2010. szeptember 7. | Asim Ferhatović Hase Stadion, Szarajevó | (2012 Eb) előselejtező (D. csoport) | Bosznia-Hercegovina–Francia labdarúgó-válogatott                  | 0 – 2    | 30 000      |
| 2011. március 25.   | Stožice Stadion, Ljubljana              | (2012 Eb) előselejtező (C. csoport) | Szlovénia–Olaszország                                             | 0 – 1    | 16 500      |
| 2011. szeptember 6. | Luzsnyiki Stadion, Moszkva              | (2012 Eb) előselejtező (B. csoport) | Oroszország–Ír labdarúgó-válogatott                               | 0 – 0    | 49 515      |
| 2011. november 11.  | Türk Telekom Arena, Isztambul           | (2012 Eb) rájátszás (1. mérkőzés)   | Törökország–Horvát labdarúgó-válogatott                           | 0 – 3    | 42 863      |
| 2014. október 14.   | Parken Stadion, Koppenhága              | (2016 Eb) előselejtező (I. csoport) | Dánia–Portugália                                                  | 0 – 1    | 36 562      |
| 2014. november 15.  | Olimpiai Stadion, Serravalle            | (2016 Eb) előselejtező (E. csoport) | San Marino–Észtország                                             | 0 – 0    | 759         |
| 2015. március 28.   | Amsterdam ArenA, Amszterdam             | (2016 Eb) előselejtező (A. csoport) | Hollandia–Török labdarúgó-válogatott                              | 1 – 1    | 49 500      |
| 2015. június 12.    | Cardiff City Stadium, Cardiff           | (2016 Eb) előselejtező (B. csoport) | Wales–Belga labdarúgó-válogatott                                  | 1 – 0    | 33 280      |
| 2015. szeptember 4. | Groupama Aréna, Budapest                | (2016 Eb) előselejtező (F. csoport) | Magyarország– Román labdarúgó-válogatott                          | 0 – 0    | 22 060      |
| 2015. október 13.   | Olimpiai Stadion, Róma                  | (2016 Eb) előselejtező (H. csoport) | Olasz labdarúgó-válogatott–Norvégia                               | 2 – 1    | 30 000      |
| 2015. november 13.  | Bilino Polje Stadion, Zenica            | (2016 Eb) előselejtező (B. csoport) | Bosznia-hercegovinai labdarúgó-válogatott–Ír labdarúgó-válogatott | 1 – 1    | 38 000      |
| 2016. június 16.    | Stade Bollaert-Delelis, Lens            | csoportmérkőzés (B. csoport)        | Anglia–Walesi labdarúgó-válogatott                                | 2 – 1    | 34 033      |
| 2016. június 22.    | Allianz Riviera, Nizza                  | csoportmérkőzés (E. csoport)        | Svédország–Belga labdarúgó-válogatott                             | 0 – 1    | 34 011      |
| 2016. június 30     | Stade Vélodrome, Marseille              | egyik negyeddöntő                   | Lengyelország–Portugál labdarúgó-válogatott                       | 1 – 1    | 62 940      |

A 2012. évi nyári olimpiai játékokon a FIFA JB bírói szolgálatra vette igénybe.
| Időpont            | Helyszín                          | Mérkőzés típusa              | Mérkőzés          | Eredmény | Nézők száma |
| ------------------ | --------------------------------- | ---------------------------- | ----------------- | -------- | ----------- |
| 2012. július 29.   | Wembley Stadion, London           | csoportmérkőzés (A. csoport) | Szenegál–Uruguay  | 2 – 0    | 75 093      |
| 2012. augusztus 4. | St James' Park Stadion, Newcastle | egyik negyeddöntő            | Brazília–Honduras | 3 – 2    | 42 166      |

A FIFA JB küldésére vezette a Konföderációs kupa találkozót. A torna a 2014-es labdarúgó-világbajnokság főpróbája volt.
| Időpont          | Helyszín                         | Mérkőzés típusa              | Mérkőzés     | Eredmény | Nézők száma |
| ---------------- | -------------------------------- | ---------------------------- | ------------ | -------- | ----------- |
| 2013. június 22. | Mineirão Stadion, Belo Horizonte | csoportmérkőzés (A. csoport) | Japán–Mexikó | 1 – 2    | 52 690      |

Az UEFA JB küldésére vezette a 2013–2014-es Európa-liga döntőjét.
| Időpont        | Helyszín                 | Mérkőzés típusa | Mérkőzés              | Eredmény | Nézők száma |
| -------------- | ------------------------ | --------------- | --------------------- | -------- | ----------- |
| 2014 május 14. | Juventus Stadion, Torino | döntő           | Sevilla FC–SL Benfica | 0 – 0    | 33 120      |

Doktori címét a - Lehetőségek és a jog kapcsolata a kikötő foglalkoztatási politikájáról. - Hamburg, 2004. ISBN 3-8300-1644-1 - disszertációval megvédte.

## Szakmai sikerek
- A IFFHS (International Federation of Football History & Statistics) 1987-2011 évadokról tartott nemzetközi szavazásán 151, játékvezető besorolásával minden idők 102, legjobb bírójának rangsorolta, holtversenyben John Blankenstein, Ioan Igna, Kamikava Tóru, Siegfried Kirschen, Jesús Díaz, Adolf Prokop társaságában.
- 2013-ban a DFB JB szakmai felkészültségét elismerve az Év Játékvezetője címmel tüntette ki.